# Керцелли, Иван Францевич
Иван Францевич Керцелли (Jean Joseph Koerzl, Kerzel, Kerzelli, Cherzelli) (1752, Вена — 14 (26) мая 1820, Москва) — российский композитор и дирижёр австрийского происхождения. 
Представитель большой музыкальной семьи  Керцелли. Сын композитора и капельмейстера Франца Ксавера  Керцелли (нем. Franz Körzl),  работавшего до 1762 года в Вене, затем в Батурине, Глухове и Москве. Брат скрипача Михаила Керцелли, нотопродавца Антона Иосифа Керцелли и виолончелиста Франца Иосифа Керцелли. Приехал в Москву подростком в 1765 г. 
В 1772-нач.1773 года юный Керцелли совместно с отцом и братом организовал первое в России общедоступное музыкальное училище (школу), где обучал композиции и игре на клавире. 
В 1773 году Керцелли через "Московские Ведомости" предлагал всем желающим обучаться у него искусству композиции.
В 1774 году  издал ряд своих и чужих сочинений в  журнале "Музыкальные увеселения" в Москве под инициалами "I.B."  
Активный участник и организатор концертов Москвы в 80-90х годах 18 века.  
С 1801 г. - штатный капельмейстер Петровского театра.
Дирижировал в том числе российской премьерой оратории Й.Гайдна «Времена года»,  Реквиема В.А.Моцарта.
Автор опер, в том числе:
1. "Любовник-колдун" (или "Волшебник", 1772; либретто В.И.Майкова)
2. "Розана и Любим" (1776; либретто Н.Николева)
3. "Деревенский праздник или увенчанная добродетель" (1777; либретто В.И.Майкова)
4. "Деревенской ворожея", интермедия (1778; либретто В.И.Майкова?, клавир издан в Москве)
5. "Феникс" (1779; либретто Н.Николева)
6. "Аркас и Ириса" (1780; либретто В.Майкова, переработка "Деревенского Праздника"?)
7. "Гулянье или садовник Кусковский" (1781; "Последование" к опере-пастиччо "Тщетная Ревность или перевозчик Кусковский", либретто В.Колычева)
8. "Кусковская Нимфа" (пролог, 1782; авторство предположительно)
9. "Пленира и Зелим" (1789, возможно, совместно с М.Керцелли; либретто Б.К.Бланка)
10. «Король на охоте» (до 1793; либретто Василия Лёвшина[1], русифицированный вариант либретто Седена "Король и фермер",1762)
11. «Своя ноша не тянет» (до 1793, изд.1794; либретто Василия Лёвшина[1].)
12. «Мнимые вдовцы»;  (пост. 1787, изд.1793-94; либретто Василия Лёвшина[1].)
13. "Свадьба Волдырёва" (до 1793, либретто Василия Лёвшина[1])
14. «Молодые поскорее старых могут обмануть» (1795, либретто Василия Лёвшина[1].)
15. «Пролог на случай прибытия ....премиер маиора, и разных орденов кавалера, Евгения Петровича Кашкина" (декабрь 1793; текст  Василия Лёвшина[1].)
16. Транскрипции из балета Г.Париса "Деревенская героиня" (ок. 1805)
17. Транскрипция балета В.Мартин-и-Солера "Амур и Психея" (1796) для фортепиано и для хора и духового октета.
18. Транскрипция 2 части "Днепровской Русалки" для духовых (1808)
19. Участие в дивертисменте  "Филатка с Федорой у качелей на Новинском" (1815, совместно с С.Давыдовым и Д.Кашиным)
20. Оркестровка балета «Праздник на морской пристани, или Супружеское примирение», (1815).

Автор ряда духовных сочинений a capella, кантат и приветственных хоров, арий, российских песен.
Инструментальная музыка И.Керцелли известна по изданным в 1779 г. 6 трио для 2 скрипок или флейты и скрипки с басом (Берлин, J.J.Hummel). Ряд танцевальных пьес (Котильоны, Контрдансы) были опубликованы в "Музыкальных увеселениях" (1774).
У Керцелли было 7 сыновей.